# Kerivoula picta
Kerivoula picta é uma espécie de morcego da família Vespertilionidae. Pode ser encontrada no Brunei, China, Indonésia, Malásia, Nepal, Sri Lanka e Vietname.